# Бенжамен Офре
Бенжамин Офре (фр. Benjamin Auffret; Монто фолт Јон, 15. март 1995) елитни је француски скакач у воду и члан репрезентациј Француске у овом спорту. Његова специјалност су скокови са торња са висине од 10 метара, како у појединачној тако и у конкуренцији синхронизованих парова.
Међународну каријеру започео је 2011. године учешћем на европском јуниорском првенству у Београду где му је најбољи пласман било 6. место у синхронизованим скоковима са даске.
На светским сениорским првенствима дебитовао је у Казању 2015, а најбољи резултат остварио је у скоковима са торња у којима је заузео укупно 5. место у финалу. Годину дана касније учестовао је и на ЛОИ 2016. у Рију где се такмичио у скоковима са торња где је успео да заузме 4. место у финалу.
Највећи успех у карјери остварио је на европском првенству у Кијеву 2017. где је освојио титулу континенталног првака у појединачним скоковима са торња. Нешто касније исте године, на светском првенству у Будимпешти заузео је 7. место у финалу дисциплине торањ 10 метара са освојених 469,35 бодова.